# 都市産業ゾーン
都市産業ゾーン（としさんぎょうゾーン、英語: urban enterprise zone）とは、その国における他の地域とは違って、経済成長や開発を促す様々な政策が取られている地域のことである。都市産業ゾーン政策には、税の軽減、インフラストラクチャーの整備、規制緩和などを通した、投資や民間企業の誘致策が含まれる。都市産業ゾーンは、地方、州、連邦などの様々な税や規制の免除を受けられる経済特区の類型のひとつである。都市産業ゾーンには、地域で事業を興そうとしている起業家や投資家に、税や規制の軽減を与えることで、荒廃した近隣住区の開発を促そうという意図がある。
都市産業ゾーンは、イギリスやアメリカ合衆国では一般的なものである。他の諸国においては、同様の経済政策が取られる地域を輸出加工区、免税ゾーン (tax and duty-free zones)、経済特区などと称することがあり、特に中華人民共和国やインドに多数が設けられている。

## 歴史
都市計画の分野では、1970年代に大きな変化が起こり、ケインズ主義が過去のものとなり、成長機構 (growth machine) の時代に入った。1950年代から1950年代にかけて、恒常的な経済成長と物理的な建造環境の成長の時代にあって、都市計画は勢いを増した。1980年代から1970年代の不況期の下、都市計画は本質的変革を余儀無くされた。この変化は、特にイギリスで著しく、大不況期の後を受けて、強力な資本主義経済が出現することとなった。
都市地域形成の文脈の中で、都市はどのような代償を払ってでも成長を創造しなければならない。経済のスタグフレーションのため、イギリスの政策研究センターや、アメリカ合衆国のヘリテージ財団は、民間セクターと並んで、政府による投資や規制を想定する混合経済を軸としたケインズ主義理論に異を唱えた。都市計画は、成長を規制し、管理することをやめ、減税、規制緩和、インフラストラクチャーの整備など、あらゆる可能な手段を動員して成長を促し始めた。都市の成長を促進することで、都市の当局には、経済を加速させ、失業率を圧縮し、都市中心部における空洞化の進行を抑えることが期待されるようになった。

## 理論
都市産業ゾーンという概念は、いくつかの理論、政策、社会的営力の組み合わせの中から発展してきた。その哲学は、サプライサイド経済学の理論と極めて近く、雇用者たちは税制による誘導や政府による規制緩和に対して、肯定的に反応するという想定に立脚している。都市産業ゾーンの哲学は、商品の生産を刺激すれば、投資は改善され、結果として商品やサービスの供給、雇用の拡大がこれに続く、と考えている。
政策の仕組みは、空洞化が進む地域で経済活動を刺激するために、産業ゾーンの設定が提起される。他の地域に比べると、都市産業ゾーンが設けられる地域には、高い失業率、低い所得水準、低い水準の雇用機会、空き地、荒廃した建築物やインフラストラクチャーなどが見られる。産業ゾーンの計画は、事業者たちが、経済成長の妨げとなるような経済的障害を乗り越えるよう、インセンティブを提供する。

## イギリス
もともと都市産業ゾーンの着想は、イギリスの都市計画家ピーター・ホールによるものとされており、1970年代末以降のマーガレット・サッチャーの保守党政権下で、都市産業ゾーンはイングランド各地の大都市に設定されるようになった。
その後、1987年に政府の諮問による評価が行われ、その結果、1981年から1986年までに、産業ゾーンに投じられた費用は3億ポンド、ゾーン内に設立された事業所は2,800で、そこに63,000人が雇用されていたことが明らかにされた。例えば、近傍のダドリーの町から多くの店舗が移転したウェスト・ミッドランズのメリー・ヒル・ショッピング・センターのように、地域内における移転も考慮すると、正味で創出された雇用は 13,000人に過ぎないとされたが、これは、行政側が都市再開発の担い手として都市開発公社 (urban development corporations) を選好するようになった理由であるかもしれない。いずれにせよ、特筆すべき成功事例としては、もともとゾーンが設定された当時に不充分な交通インフラのもとで荒廃していた地域が、30年後には金融やメディアの重要な集積地となった、ロンドンのドックランズがある。
実は、ロンドンの状況は、特殊なゾーンの二重設定が長く続いてきた事例である。単にシティとか、ワン・スクエア・マイルなどとも称される、シティ・オブ・ロンドンは、長年にわたってロンドンの中でも特別な地域であり、こうした扱いを受ける最も初期からの事例であった。しかし、他方では、技術革新と諸費用の高騰の結果、ロンドンが港湾としての機能を失った後に描かれたドックランズの再生計画は、第二の特殊なゾーン設定に等しく、数百年前であればシティへの立地を選んだであろう金融関係の事業所をこちらへ収容し、シティの方は、例えばロンドン証券取引所が移転して空いた建物が観光客向けの豪華なショッピングセンターに改装されたように、徐々に観光向けの歴史遺産公園に衣替えさせようというものであり、例えばシティにおける自動車の所有や駐車場への制限、さらには平日の「入域」に料金を課すといった方策は、新設された建物の中に多数の事業所とともに駐車施設が確保されているドックランドでは課されていない。
2012年、保守党と自由民主党の連立政権は、新たに24カ所の産業ゾーンをイングランドに設定した。

## アメリカ合衆国
アメリカ合衆国は、イギリスと同様の変化を1970年代に経験した。ニューイングランド、中西部北部、中部大西洋岸に広がる各地の産業地域は、経済的再構築、海外との競争、利益の喪失などに直面していた。1970年代を通し、工場の移転、閉鎖、縮小などによって3800万人の雇用が失われ、そのうち3500万人は産業地域で生じたものと推計された。世代更新を図るため、都市計画家や政治家、経済学者たちは、ケインズ主義を排して産業ゾーンの導入に取り組んだ。
アメリカ合衆国では、都市再生 (Urban Revitalization) の取り組みが、産業ゾーンに影響を与えた。都市再生は、異なるレベルの行政府や民間セクターとの創造的な協力関係から成り立つものである。この概念は、製造業が主導する経済の終焉を受け入れ、都市中心部の機能をサービス部門の経済活動へと移すことから成っていた。このような都市中心部の再生は、若い専門職層を、ダウンタウンにある空洞化しかけたヴィクトリア様式の近隣住区へと誘引した。これによって都市には新たな経済基盤が創造されることになった。
例えば、ニュージャージー州では、州政府自治部の下にある都市産業ゾーン庁 (New Jersey Urban Enterprise Zone Authority) が、基礎自治体の求めに応じて、市域の一部、通常は30%ほどを都市産業ゾーン (UEZ) に指定している。都市産業ゾーンは、通常はその市の工業地域か商業地域に線引きされる。売上税の50％削減（2018年1月1日時点の例では、本来 6.625% の税率が 3.3125% に軽減される）や、雇用へのインセンティブが、指定されたゾーン内の事業環境を再活性化させるものと期待されている。こうしたインセンティブは、多数のモールや大規模小売店 (big-box retailers) が、開発ゾーンのおもだったハイウェイに近い一部に建設される自体を引き起こし、工業都市であったエリザベスのニュージャージー・ターンパイク沿いにエリザベス・センターやジャージー・ガーデンズ・アウトレット・センターが建設された。ニュージャージー州にある565の基礎自治体のうち、27自治体が、このプログラムに参加している。
インディアナ州エバンズビルの都市産業ゾーン計画は、1984年に、同州で最初に設けられた5カ所の都市産業ゾーンのひとつとして設定された。1989年に発表されたバリー・M・ルービン (Barry M. Rubin)とマーガレット・G・ワイルダー (Margaret G. Wilder) の研究は、シフト・シェア分析の技法を用いて 2.1 mi.2の地域を分析し、このゾーンの設定が計測可能なインパクトを地域経済の開発に与えたかを検証した。シフト・シェア分析の手法を用い、より広域の大都市圏を参照枠とすることで、ルービンとワイルダーはそれまでの研究から一歩踏み出し、地域的経済成長なり開発を刺激したり抑制する「外部効果 (external effects)」を除去することができた。この研究によって、エバンズビルのゾーンは、外部効果やゾーン事態の業種構成によっては説明できない、有意な雇用の拡大をもたらしていたことが明らかにされた。また、ゾーンは、雇用の創出において非常に費用対効果が良いことがわかった。
総じて、アメリカ合衆国における産業ゾーンの有効性についての評価は、肯定的、否定的な両面が混在しているというべきであろう。トマス・E・ランバート (Thomas E. Lambert) とポール・A・クームズ (Paul A. Coomes) の2001年の研究は、ケンタッキー州ルイビルの産業ゾーンが、地元コミュニティの再開発が目的であったにもかかわらず、もっぱら大企業に利益をもたらしており、中小企業の利益はさほどでもなく、地元の近隣十国は何の利益ももたらしていないことを明らかにした 。さらに重要なことに、1980年代や1990年代に行われた主要な産業ゾーン研究を展望し、また独自の研究もおこなった2002年の書籍の中で、アラン・H・ピーターズ (Alan H. Peters) とピーター・S・フィッシャー (Peter S. Fisher) は、ほとんどの州政府や自治体による産業ゾーン計画が、当初設定した目標なり目的の達成に至っていないと考察した。

## 関連文献
- Peter Hall. 1991. The British Enterprise Zones. in Roy E. Green (ed). Enterprise Zones: New Directions in Economic Development. Sage.
- Hyman, W. 1998. EMPOWERMENT ZONES, ENTERPRISE COMMUNITIES, BLACK BUSINESS, AND UNEMPLOYMENT. Washington University Journal of Urban and Contemporary Law. 53: 143-170.
- Wetherell, S. 2016 Freedom Planned: Enterprise Zones and Urban Non-Planning in Post-War Britain Twentieth Century British History, Volume 27, Issue 2, Pages 266–289